# Belgia na Letnich Igrzyskach Olimpijskich 2016
Belgia na Letnich Igrzyskach Olimpijskich 2016 – występ kadry sportowców reprezentujących Belgię na igrzyskach olimpijskich w Rio de Janeiro. Reprezentacja liczyła 104 zawodników – 70 mężczyzn i 34 kobiety.
Był to dwudziesty szósty start reprezentacji Belgii na letnich igrzyskach olimpijskich.

## Zdobyte medale
| Medal  | Zawodnik | Dyscyplina      | Konkurencja                | Rezultat                                                                            | Data        | Źródło               |
| ------ | --- | --------------- | -------------------------- | ----------------------------------------------------------------------------------- | ----------- | -------------------- |
| Złoto  | Greg Van Avermaet | Kolarstwo       | wyścig ze startu wspólnego | 6:10:05                                                                             | 6 sierpnia  | [ 2 ] [ 3 ] [ 4 ]    |
| Złoto  | Nafissatou Thiam | Lekkoatletyka   | siedmiobój                 | 6810 pkt. ,                                                                         | 13 sierpnia | [ 5 ] [ 6 ] [ 7 ]    |
| Srebro | Pieter Timmers | Pływanie        | 100 m stylem dowolnym      | 47,80                                                                               | 10 sierpnia | [ 8 ] [ 9 ]          |
| Srebro | Arthur Van Doren John-John Dohmen Florent van Aubel Sébastien Dockier Cédric Charlier Gauthier Boccard Emmanuel Stockbroekx Thomas Briels Félix Denayer Vincent Vanasch Simon Gougnard Loïck Luypaert Tom Boon Jérôme Truyens Elliot Van Strydonck Tanguy Cosyns | Hokej na trawie | turniej mężczyzn           | W finale przegrali z reprezentacją Argentyny 2:4                                    | 18 sierpnia | [ 8 ] [ 10 ] [ 11 ]  |
| Brąz   | Dirk Van Tichelt | Judo            | waga do 73 kg              | W pojedynku o brązowy medal pokonał reprezentanta Węgier Miklósa Ungváriego 100:000 | 8 sierpnia  | [ 12 ] [ 13 ] [ 14 ] |
| Brąz   | Jolien D’Hoore | Kolarstwo       | omnium                     | 199 pkt.                                                                            | 16 sierpnia | [ 15 ] [ 16 ]        |

## Reprezentanci

### Badminton
Mężczyźni
| Zawodnik  | Konkurencja             | Faza grupowa                   | Faza grupowa                 | Faza grupowa | Eliminacje        | Ćwierćfinał       | Półfinał          | Finał             | Finał   | Źródło               |
| Zawodnik  | Konkurencja             | Przeciwnik Punkty              | Przeciwnik Punkty            | Miejsce      | Przeciwnik Punkty | Przeciwnik Punkty | Przeciwnik Punkty | Przeciwnik Punkty | Miejsce | Źródło               |
| --------- | ----------------------- | ------------------------------ | ---------------------------- | ------------ | ----------------- | ----------------- | ----------------- | ----------------- | ------- | -------------------- |
| Yuhan Tan | gra pojedyncza mężczyzn | Zilberman P 0-2 (20-22, 12-21) | Chou T-c P 0-2 (14-21, 8-21) | 3.           | NQ                | NQ                | NQ                | NQ                | NQ      | [ 17 ] [ 18 ] [ 19 ] |

Kobiety
| Zawodniczka | Konkurencja           | Faza grupowa                     | Faza grupowa            | Faza grupowa                | Faza grupowa | Eliminacje           | Ćwierćfinał          | Półfinał             | Finał                | Finał   | Źródło               |
| Zawodniczka | Konkurencja           | Przeciwniczka Punkty             | Przeciwniczka Punkty    | Przeciwniczka Punkty        | Miejsce      | Przeciwniczka Punkty | Przeciwniczka Punkty | Przeciwniczka Punkty | Przeciwniczka Punkty | Miejsce | Źródło               |
| ----------- | --------------------- | -------------------------------- | ----------------------- | --------------------------- | ------------ | -------------------- | -------------------- | -------------------- | -------------------- | ------- | -------------------- |
| Lianne Tan  | gra pojedyncza kobiet | Wang P 1-2 (17-21, 22-20, 14-21) | Li P 0-2 (11-21, 11-21) | Santos P 0-2 (16-21, 18-21) | 3.           | NQ                   | NQ                   | NQ                   | NQ                   | NQ      | [ 20 ] [ 21 ] [ 22 ] |

### Gimnastyka

#### Gimnastyka sportowa
Mężczyźni
| Zawodnik        | Konkurencja | Kwalifikacje | Kwalifikacje | Kwalifikacje | Kwalifikacje | Kwalifikacje | Kwalifikacje | Kwalifikacje | Kwalifikacje | Finał    | Finał    | Finał    | Finał    | Finał    | Finał    | Finał  | Finał   | Źródło        |
| Zawodnik        | Konkurencja | Przyrząd     | Przyrząd     | Przyrząd     | Przyrząd     | Przyrząd     | Przyrząd     | Razem        | Miejsce      | Przyrząd | Przyrząd | Przyrząd | Przyrząd | Przyrząd | Przyrząd | Razem  | Miejsce | Źródło        |
| Zawodnik        | Konkurencja | F            | PH           | R            | V            | PB           | HB           | Razem        | Miejsce      | F        | PH       | R        | V        | PB       | HB       | Razem  | Miejsce | Źródło        |
| --------------- | ----------- | ------------ | ------------ | ------------ | ------------ | ------------ | ------------ | ------------ | ------------ | -------- | -------- | -------- | -------- | -------- | -------- | ------ | ------- | ------------- |
| Dennis Goossens | kółka       | —            | —            | 15,366       | —            | —            | —            | 15,366       | 7. Q         | —        | —        | 14,933   | —        | —        | —        | 14,933 | 8.      | [ 23 ] [ 24 ] |

Kobiety
| Zawodniczka  | Konkurencja        | Kwalifikacje | Kwalifikacje | Kwalifikacje | Kwalifikacje | Kwalifikacje | Kwalifikacje | Finał    | Finał    | Finał    | Finał    | Finał | Finał   | Źródło        |
| Zawodniczka  | Konkurencja        | Przyrząd     | Przyrząd     | Przyrząd     | Przyrząd     | Razem        | Miejsce      | Przyrząd | Przyrząd | Przyrząd | Przyrząd | Razem | Miejsce | Źródło        |
| Zawodniczka  | Konkurencja        | V            | UB           | BB           | F            | Razem        | Miejsce      | V        | UB       | BB       | F        | Razem | Miejsce | Źródło        |
| ------------ | ------------------ | ------------ | ------------ | ------------ | ------------ | ------------ | ------------ | -------- | -------- | -------- | -------- | ----- | ------- | ------------- |
| Nina Derwael | wielobój drużynowy | 13,900       | 15,133       | 13,699       | 13,533       | 56,532       | 21. Q        | NQ       | NQ       | NQ       | NQ       | NQ    | NQ      | [ 25 ] [ 26 ] |
| Rune Hermans | wielobój drużynowy | 13,133       | 13,775       | 13,700       | 13,900       | 54,508       | 34.          | NQ       | NQ       | NQ       | NQ       | NQ    | NQ      | [ 25 ] [ 26 ] |
| Gaëlle Mys   | wielobój drużynowy | 14,133       | —            | 13,833       | 13,566       | —            | —            | NQ       | NQ       | NQ       | NQ       | NQ    | NQ      | [ 25 ] [ 26 ] |
| Laura Waem   | wielobój drużynowy | —            | 14,133       | 13,966       | 13,336       | —            | —            | NQ       | NQ       | NQ       | NQ       | NQ    | NQ      | [ 25 ] [ 26 ] |
| Senna Deriks | wielobój drużynowy | 14,000       | 13,533       | —            | —            | —            | —            | NQ       | NQ       | NQ       | NQ       | NQ    | NQ      | [ 25 ] [ 26 ] |
| RAZEM        | wielobój drużynowy | 42,033       | 43,041       | 41,765       | 40,099       | 167,838      | 12.          | NQ       | NQ       | NQ       | NQ       | NQ    | NQ      | [ 25 ] [ 26 ] |

Indywidualne finały
| Zawodniczka  | Konkurencja           | Przyrząd | Przyrząd | Przyrząd | Przyrząd | Razem  | Miejsce | Źródło        |
| Zawodniczka  | Konkurencja           | V        | UB       | BB       | F        | Razem  | Miejsce | Źródło        |
| ------------ | --------------------- | -------- | -------- | -------- | -------- | ------ | ------- | ------------- |
| Nina Derwael | wielobój indywidualny | 13,966   | 15,300   | 13,300   | 13,733   | 56,299 | 19.     | [ 27 ] [ 28 ] |

### Golf
| Zawodnik          | Konkurencja | Runda 1 | Runda 2 | Runda 3 | Runda 4 | Razem  | Razem       | Razem   | Źródło               |
| Zawodnik          | Konkurencja | Punkty  | Punkty  | Punkty  | Punkty  | Punkty | Poniżej par | Pozycja | Źródło               |
| ----------------- | ----------- | ------- | ------- | ------- | ------- | ------ | ----------- | ------- | -------------------- |
| Nicolas Colsaerts | mężczyźni   | 68      | 71      | 71      | 73      | 283    | −1          | =30.    | [ 29 ] [ 30 ] [ 31 ] |
| Thomas Pieters    | mężczyźni   | 67      | 66      | 67      | 65      | 275    | −9          | 4.      | [ 29 ] [ 30 ] [ 31 ] |
| Chloe Leurquin    | kobiety     | 79      | 78      | 71      | 75      | 303    | +19         | 56.     | [ 32 ] [ 33 ] [ 34 ] |

### Hokej na trawie

#### Turniej mężczyzn
- Reprezentacja mężczyzn

Trener: Shane McLeod
| - Arthur Van Doren - John-John Dohmen (k) - Florent van Aubel - Sébastien Dockier - Cédric Charlier - Gauthier Boccard - Emmanuel Stockbroekx - Thomas Briels |  | - Félix Denayer - Vincent Vanasch - Simon Gougnard - Loïck Luypaert - Tom Boon - Jérôme Truyens - Elliot Van Strydonck - Tanguy Cosyns |

Grupa A
| Lp. | Drużyna         | M | Mecze | Mecze | Mecze | Bramki | Bramki | Bramki | Pkt | Uwagi                 |
| Lp. | Drużyna         | M | W     | R     | P     | +      | −      | +/−    | Pkt | Uwagi                 |
| --- | --------------- | - | ----- | ----- | ----- | ------ | ------ | ------ | --- | --------------------- |
| 1.  | Belgia          | 5 | 4     | 0     | 1     | 21     | 5      | +16    | 12  | Awans do ćwierćfinału |
| 2.  | Hiszpania       | 5 | 3     | 1     | 1     | 13     | 6      | +7     | 10  | Awans do ćwierćfinału |
| 3.  | Australia       | 5 | 3     | 0     | 2     | 13     | 4      | +9     | 9   | Awans do ćwierćfinału |
| 4.  | Nowa Zelandia   | 5 | 2     | 1     | 2     | 17     | 8      | +9     | 7   | Awans do ćwierćfinału |
| 5.  | Wielka Brytania | 5 | 1     | 2     | 2     | 14     | 10     | +4     | 5   |                       |
| 6.  | Brazylia        | 5 | 0     | 0     | 5     | 1      | 46     | −45    | 0   |                       |

Faza grupowa
| 6 sierpnia 201612:30 | Belgia                                                                     | 4:1 | Wielka Brytania     | Olympic Hockey Center Sędzia: John Weight Coen van Bunge |
| 6 sierpnia 201612:30 | Jérôme Truyens 5' Tanguy Cosyns 32' Simon Gougnard 35' Cédric Charlier 56' | 4:1 | 37' Nicholas Catlin | Olympic Hockey Center Sędzia: John Weight Coen van Bunge |
| 6 sierpnia 201612:30 | Tanguy Cosyns 10' · Simon Gougnard 18' · Gauthier Boccard 56'              | 4:1 |                     | Olympic Hockey Center Sędzia: John Weight Coen van Bunge |

| 7 sierpnia 201619:30 | Brazylia | 0:12 | Belgia | Olympic Hockey Center Sędzia: Germán Montes de Oca Javed Shaikh |
| 7 sierpnia 201619:30 | 12' Florent van Aubel 14' (kr), 54' Arthur Van Doren 18', 23' Tanguy Cosyns 25' (kr) Félix Denayer 28' Jérôme Truyens 33' Gauthier Boccard 33' Thomas Briels 41' Sébastien Dockier 48' Cédric Charlier 51' John-John Dohmen | 0:12 |        | Olympic Hockey Center Sędzia: Germán Montes de Oca Javed Shaikh |
| 7 sierpnia 201619:30 | André Patrocínio 15' | 0:12 |        | Olympic Hockey Center Sędzia: Germán Montes de Oca Javed Shaikh |

| 9 sierpnia 201620:30 | Belgia                                 | 1:0 | Australia        | Olympic Hockey Center Sędzia: John Wright Marcin Grochal |
| 9 sierpnia 201620:30 | Tanguy Cosyns 16'                      | 1:0 |                  | Olympic Hockey Center Sędzia: John Wright Marcin Grochal |
| 9 sierpnia 201620:30 | Simon Gougnard 45' · Félix Denayer 53' | 1:0 | 53' Glenn Turner | Olympic Hockey Center Sędzia: John Wright Marcin Grochal |

| 11 sierpnia 201613:30 | Hiszpania                                                                                       | 1:3 | Belgia                                           | Olympic Hockey Center Sędzia: Christian Blasch Germán Montes de Oca |
| 11 sierpnia 201613:30 | Pau Quemada 41' (kr)                                                                            | 1:3 | 6', 21' Cédric Charlier 16' Emmanuel Stockbroekx | Olympic Hockey Center Sędzia: Christian Blasch Germán Montes de Oca |
| 11 sierpnia 201613:30 | Viçens Ruiz 21' · Xavi Lleonart 30' · Bosco Pérez-Pla 30' · Manel Terraza 44' · Pau Quemada 50' | 1:3 | 52' Félix Denayer                                | Olympic Hockey Center Sędzia: Christian Blasch Germán Montes de Oca |

| 12 sierpnia 201618:00 | Belgia                | 1:3 | Nowa Zelandia                                   | Olympic Hockey Center Sędzia: Germán Montes de Oca John Wright |
| 12 sierpnia 201618:00 | Florent van Aubel 58' | 1:3 | 31' Simon Child 37' Nick Wilson 52' Hugo Inglis | Olympic Hockey Center Sędzia: Germán Montes de Oca John Wright |
| 12 sierpnia 201618:00 | Simon Gougnard 51'    | 1:3 | 27' Nick Wilson                                 | Olympic Hockey Center Sędzia: Germán Montes de Oca John Wright |

Ćwierćfinał
| 14 sierpnia 201612:30 | Belgia                              | 3:1 | Indie                   | Olympic Hockey Center Sędzia: Simon Taylor Nathan Stagno |
| 14 sierpnia 201612:30 | Tanguy Cosyns 34', 45' Tom Boon 50' | 3:1 | 15' Akashdeep Singh     | Olympic Hockey Center Sędzia: Simon Taylor Nathan Stagno |
| 14 sierpnia 201612:30 | Tom Boon 5'                         | 3:1 | 42' Vokkaliga Raghunath | Olympic Hockey Center Sędzia: Simon Taylor Nathan Stagno |

Półfinał
| 16 sierpnia 201617:00 | Belgia                                    | 3:1 | Holandia                   | Olympic Hockey Center Sędzia: Germán Montes de Oca Murray Grime |
| 16 sierpnia 201617:00 | Truyens 25' (kr) Dohmen 29' van Aubel 46' | 3:1 | 29' (kar.) van der Weerden | Olympic Hockey Center Sędzia: Germán Montes de Oca Murray Grime |
| 16 sierpnia 201617:00 | Boon 60'                                  | 3:1 |                            | Olympic Hockey Center Sędzia: Germán Montes de Oca Murray Grime |

Finał
| 18 sierpnia 201617:00 | Belgia                               | 2:4 | Argentyna                                                                             | Olympic Hockey Center Sędzia: John Wright Christian Blasch |
| 18 sierpnia 201617:00 | Jorrit Croon 3' Gauthier Boccard 45' | 2:4 | 12' (kr) Pedro Ibarra 15' Ignacio Ortiz 22' (kr) Gonzalo Peillat 60' Agustín Mazzilli | Olympic Hockey Center Sędzia: John Wright Christian Blasch |
| 18 sierpnia 201617:00 | Cédric Charlier 30'                  | 2:4 | 43' Agustín Mazzilli                                                                  | Olympic Hockey Center Sędzia: John Wright Christian Blasch |

### Jeździectwo

#### Skoki przez przeszkody
| Zawodnik            | Koń          | Konkurencja   | Kwalifikacje | Kwalifikacje | Kwalifikacje | Kwalifikacje | Kwalifikacje | Kwalifikacje | Kwalifikacje | Kwalifikacje | Finał   | Finał   | Finał   | Finał   | Razem   | Razem   | Źródło               |
| Zawodnik            | Koń          | Konkurencja   | Runda 1      | Runda 1      | Runda 2      | Runda 2      | Runda 2      | Runda 3      | Runda 3      | Runda 3      | Runda A | Runda A | Runda B | Runda B | Razem   | Razem   | Źródło               |
| Zawodnik            | Koń          | Konkurencja   | Kary         | Miejsce      | Kary         | Łącznie      | Miejsce      | Kary         | Łącznie      | Miejsce      | Kary    | Miejsce | Kary    | Łącznie | Miejsce | Miejsce | Źródło               |
| ------------------- | ------------ | ------------- | ------------ | ------------ | ------------ | ------------ | ------------ | ------------ | ------------ | ------------ | ------- | ------- | ------- | ------- | ------- | ------- | -------------------- |
| Jérôme Guery        | Grand Cru    | indywidualnie | 0            | =1. Q        | 1e1          | =12. Q       | 1            | 2            |              |              | 5. Q    | =1. Q   | 5       | 5       | 16.     | 16.     | [ 43 ] [ 44 ] [ 45 ] |
| Nicola Philippaerts | Zilverstar T | indywidualnie | DSQ          | DSQ          | NQ           | NQ           | NQ           | NQ           | NQ           | NQ           | NQ      | NQ      | NQ      | NQ      | NQ      | NQ      | [ 43 ] [ 44 ] [ 45 ] |

#### Ujeżdżenie
| Zawodnik        | Koń   | Konkurencja   | Grand Prix | Grand Prix | Grand Prix Special | Grand Prix Special | Grand Prix Freestyle | Grand Prix Freestyle | Razem  | Razem   | Źródło               |
| Zawodnik        | Koń   | Konkurencja   | Punkty     | Pozycja    | Punkty             | Pozycja            | Technika             | Artystyka            | Punkty | Pozycja | Źródło               |
| --------------- | ----- | ------------- | ---------- | ---------- | ------------------ | ------------------ | -------------------- | -------------------- | ------ | ------- | -------------------- |
| Jorinde Verwimp | Tiamo | indywidualnie | 70,771     | 35.        | NQ                 | NQ                 | NQ                   | NQ                   | NQ     | NQ      | [ 46 ] [ 47 ] [ 48 ] |

#### WKKW
| Zawodnik          | Koń                   | Konkurencja   | Ujeżdżenie | Ujeżdżenie | Próba terenowa | Próba terenowa | Skoki        | Skoki        | Skoki | Skoki   | Łącznie | Łącznie | Źródło               |
| Zawodnik          | Koń                   | Konkurencja   | Ujeżdżenie | Ujeżdżenie | Próba terenowa | Próba terenowa | Kwalifikacje | Kwalifikacje | Finał | Finał   | Łącznie | Łącznie | Źródło               |
| Zawodnik          | Koń                   | Konkurencja   | Kary       | Miejsce    | Kary           | Miejsce        | Kary         | Miejsce      | Kary  | Miejsce | Kary    | Miejsce | Źródło               |
| ----------------- | --------------------- | ------------- | ---------- | ---------- | -------------- | -------------- | ------------ | ------------ | ----- | ------- | ------- | ------- | -------------------- |
| Karin Donckers    | Fletcha van't Verahof | indywidualnie | 41,40      | 7.         | EL             | EL             | NQ           | NQ           | NQ    | NQ      | NQ      | NQ      | [ 49 ] [ 50 ] [ 51 ] |
| Joris Vanspringel | Lully des Aulnes      | indywidualnie | 54,30      | 52.        | 21,60          | 26.            | 8            | 25. Q        | 4     | 24.     | 87,90   | 24.     | [ 49 ] [ 50 ] [ 51 ] |

### Judo
Mężczyźni
| Zawodnik         | Konkurencja | 1/32                 | 1/16                   | 1/8                     | Ćwierćfinał       | Półfinał         | Repasaże         | Finał/BM          | Finał/BM | Źródło               |
| Zawodnik         | Konkurencja | Przeciwnik Wynik     | Przeciwnik Wynik       | Przeciwnik Wynik        | Przeciwnik Wynik  | Przeciwnik Wynik | Przeciwnik Wynik | Przeciwnik Wynik  | Pozycja  | Źródło               |
| ---------------- | ----------- | -------------------- | ---------------------- | ----------------------- | ----------------- | ---------------- | ---------------- | ----------------- | -------- | -------------------- |
| Jasper Lefevere  | - 66 kg     | Smagułow P 000-000 S | NQ                     | NQ                      | NQ                | NQ               | NQ               | NQ                | NQ       | [ 12 ] [ 52 ] [ 53 ] |
| Dirk Van Tichelt | - 73 kg     | BYE                  | Zemouri W 100-000      | An C-r W 010-000        | Iartcev W 010-010 | Ōno P 000-111    | BYE              | Ungvári W 100-000 | 3.       | [ 12 ] [ 13 ] [ 14 ] |
| Joachim Bottieau | - 81 kg     | BYE                  | Marconcini W 000-000 S | NQ                      | NQ                | NQ               | NQ               | NQ                | NQ       | [ 12 ] [ 54 ] [ 55 ] |
| Toma Nikiforov   | - 100 kg    | BYE                  | Mahjoub W 100-000      | Ghwiniaszwili P 000-101 | NQ                | NQ               | NQ               | NQ                | NQ       | [ 12 ] [ 56 ] [ 57 ] |

Kobiety
| Zawodniczka        | Konkurencja | 1/16                | 1/8                 | Ćwierćfinał         | Półfinał            | Repasaż             | Finał/BM            | Finał/BM | Źródło               |
| Zawodniczka        | Konkurencja | Przeciwniczka Wynik | Przeciwniczka Wynik | Przeciwniczka Wynik | Przeciwniczka Wynik | Przeciwniczka Wynik | Przeciwniczka Wynik | Pozycja  | Źródło               |
| ------------------ | ----------- | ------------------- | ------------------- | ------------------- | ------------------- | ------------------- | ------------------- | -------- | -------------------- |
| Charline Van Snick | - 48 kg     | Ungureanu W 101-000 | Menezes P 001-100   | NQ                  | NQ                  | NQ                  | NQ                  | NQ       | [ 12 ] [ 58 ] [ 59 ] |

### Kajakarstwo

#### Kajakarstwo klasyczne
Mężczyźni
| Zawodnik      | Konkurencje | Eliminacje | Eliminacje | Półfinał | Półfinał | Finał    | Finał   | Pozycja | Źródło               |
| Zawodnik      | Konkurencje | Czas       | Miejsce    | Czas     | Miejsce  | Czas     | Miejsce | Pozycja | Źródło               |
| ------------- | ----------- | ---------- | ---------- | -------- | -------- | -------- | ------- | ------- | -------------------- |
| Artuur Peters | K-1 1000 m  | 3:34,781   | 5. Q       | 3:37,586 | 7. FB    | 3:33,521 | 3.      | 11.     | [ 60 ] [ 61 ] [ 62 ] |

### Kolarstwo

#### Kolarstwo BMX
Kobiety
| Zawodniczka  | Konkurencja | Eliminacje | Eliminacje | Półfinał | Półfinał | Finał  | Finał   | Źródło        |
| Zawodniczka  | Konkurencja | Wynik      | Miejsce    | Punkty   | Miejsce  | Wynik  | Miejsce | Źródło        |
| ------------ | ----------- | ---------- | ---------- | -------- | -------- | ------ | ------- | ------------- |
| Elke Vanhoof | kobiety     | 35,325     | 6.         | 13       | 3. Q     | 39,538 | 6.      | [ 63 ] [ 64 ] |

#### Kolarstwo górskie
| Zawodnik        | Konkurencja | Czas    | Pozycja | Źródło        |
| --------------- | ----------- | ------- | ------- | ------------- |
| Ruben Scheire   | mężczyźni   | 1:37:36 | 11.     | [ 65 ] [ 66 ] |
| Jens Schuermans | mężczyźni   | 1:39:30 | 19.     | [ 65 ] [ 66 ] |
| Githa Michiels  | kobiety     | 1:40:23 | 11.     | [ 67 ] [ 68 ] |

#### Kolarstwo szosowe
Mężczyźni
| Zawodnik          | Konkurencja                | Czas       | Miejsce | Źródło              |
| ----------------- | -------------------------- | ---------- | ------- | ------------------- |
| Laurens De Plus   | Wyścig ze startu wspólnego | DNF        | DNF     | [ 2 ] [ 3 ] [ 4 ]   |
| Philippe Gilbert  | Wyścig ze startu wspólnego | 6:23:23    | 42.     | [ 2 ] [ 3 ] [ 4 ]   |
| Serge Pauwels     | Wyścig ze startu wspólnego | 6:16:17    | 22.     | [ 2 ] [ 3 ] [ 4 ]   |
| Greg Van Avermaet | Wyścig ze startu wspólnego | 6:10:05    | 1.      | [ 2 ] [ 3 ] [ 4 ]   |
| Tim Wellens       | Wyścig ze startu wspólnego | DNF        | DNF     | [ 2 ] [ 3 ] [ 4 ]   |
| Tim Wellens       | Jazda indywidualna na czas | 1:16:49,71 | 20.     | [ 2 ] [ 69 ] [ 70 ] |

#### Kolarstwo torowe
Omnium
| Zawodnik        | Konkurencja | Okrążenie start lotny | Okrążenie start lotny | Okrążenie start lotny | Wyścig punktowy | Wyścig punktowy | Wyścig eliminacyjny | Wyścig eliminacyjny | Wyścig na dochodzenie | Wyścig na dochodzenie | Wyścig na dochodzenie | Scratch | Scratch | Wyścig czasowy | Wyścig czasowy | Wyścig czasowy | Suma punktów | Pozycja | Źródło               |
| Zawodnik        | Konkurencja | Czas                  | M.                    | Pkt.                  | Pkt.            | M.              | M.                  | Pkt.                | Czas                  | M.                    | Pkt.                  | M.      | Pkt.    | Czas           | M.             | Pkt.           | Suma punktów | Pozycja | Źródło               |
| --------------- | ----------- | --------------------- | --------------------- | --------------------- | --------------- | --------------- | ------------------- | ------------------- | --------------------- | --------------------- | --------------------- | ------- | ------- | -------------- | -------------- | -------------- | ------------ | ------- | -------------------- |
| Jasper De Buyst | mężczyźni   | DNS                   | DNS                   | DNS                   | DNS             | DNS             | 15.                 | 10                  | 4:36,246              | 16.                   | 12                    | 18.     | 6       | DNS            | DNS            | DNS            | 28           | DNF     | [ 71 ] [ 72 ] [ 73 ] |
| Jolien D’Hoore  | kobiety     | 14,195                | 7.                    | 28                    | 27              | 8.              | 2.                  | 38                  | 3:30,202              | 3.                    | 36                    | 3.      | 36      | 35,326         | 4.             | 34.            | 199          | 3.      | [ 15 ] [ 16 ]        |

### Lekkoatletyka
Mężczyźni
| Zawodnik                                                                                  | Konkurencja           | Eliminacje | Eliminacje | Półfinał | Półfinał | Finał    | Finał   | Źródło               |
| Zawodnik                                                                                  | Konkurencja           | Wynik      | Miejsce    | Wynik    | Miejsce  | Wynik    | Miejsce | Źródło               |
| ----------------------------------------------------------------------------------------- | --------------------- | ---------- | ---------- | -------- | -------- | -------- | ------- | -------------------- |
| Jonathan Borlée                                                                           | bieg na 200 m         | 20,64      | 5.         | NQ       | NQ       | NQ       | NQ      | [ 74 ] [ 75 ] [ 76 ] |
| Jonathan Borlée                                                                           | bieg na 400 m         | 46,01      | 4.         | NQ       | NQ       | NQ       | NQ      | [ 77 ] [ 78 ] [ 79 ] |
| Kévin Borlée                                                                              | bieg na 400 m         | 45,90      | 5.         | NQ       | NQ       | NQ       | NQ      | [ 77 ] [ 78 ] [ 79 ] |
| Pieter-Jan Hannes                                                                         | bieg na 1500 m        | 3:38,89    | 8. q       | 3:43,71  | 12.      | NQ       | NQ      | [ 80 ] [ 81 ] [ 82 ] |
| Bashir Abdi                                                                               | bieg na 5000 m        | 13:42,83   | 16.        | —        | —        | NQ       | NQ      | [ 83 ] [ 84 ] [ 85 ] |
| Bashir Abdi                                                                               | bieg na 10 000 m      | —          | —          | —        | —        | 28:01,49 | 20.     | [ 86 ] [ 87 ] [ 88 ] |
| Florent Caelen                                                                            | maraton               | —          | —          | —        | —        | 2:17:59  | 44.     | [ 89 ] [ 90 ] [ 91 ] |
| Koen Naert                                                                                | maraton               | —          | —          | —        | —        | 2:14:53  | 22.     | [ 89 ] [ 90 ] [ 91 ] |
| Willem Van Schuerbeeck                                                                    | maraton               | —          | —          | —        | —        | 2:18:56  | 56.     | [ 89 ] [ 90 ] [ 91 ] |
| Jeroen D'hoedt                                                                            | 3000 m z przeszkodami | 8:48,29    | 13.        | —        | —        | NQ       | NQ      | [ 92 ] [ 93 ] [ 94 ] |
| Michaël Bultheel                                                                          | 400 m przez płotki    | 49,37      | 5. q       | 49,46    | 5.       | NQ       | NQ      | [ 95 ] [ 96 ] [ 97 ] |
| Jonathan Borlée Kévin Borlée Dylan Borlée Antoine Gillet Robin Vanderbemden Julien Watrin | sztafeta 4 × 400 m    | 2:59,25    | 1. Q       | —        | —        | 2:58,52  | 4.      | [ 98 ] [ 99 ]        |

| Zawodnik       | Konkurencja  | Eliminacje | Eliminacje | Finał    | Finał   | Źródło                  |
| Zawodnik       | Konkurencja  | Rezultat   | Miejsce    | Rezultat | Miejsce | Źródło                  |
| -------------- | ------------ | ---------- | ---------- | -------- | ------- | ----------------------- |
| Philip Milanov | rzut dyskiem | 62,68      | 12. q      | 62,22    | 9.      | [ 100 ] [ 101 ] [ 102 ] |

Dziesięciobój
| Zawodnik                | Konkurencja | 100 m | LJ   | SP    | HJ   | 400 m | 110H  | DT    | PV   | JT    | 1500 m  | Razem | Pozycja | Źródło                  |
| ----------------------- | ----------- | ----- | ---- | ----- | ---- | ----- | ----- | ----- | ---- | ----- | ------- | ----- | ------- | ----------------------- |
| Thomas Van der Plaetsen | Rezultat    | 11,24 | 7,66 | 12,84 | 2,16 | 49,63 | 15,01 | 43,58 | 5,40 | 62,09 | 4:32,21 | 8332  | 8.      | [ 103 ] [ 104 ] [ 105 ] |
| Thomas Van der Plaetsen | Punkty      | 808   | 975  | 657   | 953  | 832   | 848   | 738   | 1035 | 769   | 717     | 8332  | 8.      | [ 103 ] [ 104 ] [ 105 ] |

Kobiety
| Zawodniczka       | Konkurencja        | Eliminacje | Eliminacje | Półfinał | Półfinał | Finał   | Finał   | Źródło                  |
| Zawodniczka       | Konkurencja        | Wynik      | Miejsce    | Wynik    | Miejsce  | Wynik   | Miejsce | Źródło                  |
| ----------------- | ------------------ | ---------- | ---------- | -------- | -------- | ------- | ------- | ----------------------- |
| Cynthia Bolingo   | bieg na 200 m      | 23,98      | 8.         | NQ       | NQ       | NQ      | NQ      | [ 106 ] [ 107 ] [ 108 ] |
| Olivia Borlée     | bieg na 200 m      | 23,53      | 7.         | NQ       | NQ       | NQ      | NQ      | [ 106 ] [ 107 ] [ 108 ] |
| Renée Eykens      | bieg na 800 m      | 2:00,00    | 4. q       | 2:00,45  | 5.       | NQ      | NQ      | [ 109 ] [ 110 ] [ 111 ] |
| Louise Carton     | bieg na 5000 m     | 15:34,39   | 11.        | —        | —        | NQ      | NQ      | [ 112 ] [ 113 ] [ 114 ] |
| Veerle Dejaeghere | maraton            | —          | —          | —        | —        | 2:37:39 | 47.     | [ 115 ] [ 116 ] [ 117 ] |
| Els Rens          | maraton            | —          | —          | —        | —        | 2:45:52 | 84.     | [ 115 ] [ 116 ] [ 117 ] |
| Manuela Soccol    | maraton            | —          | —          | —        | —        | 2:44:18 | 74.     | [ 115 ] [ 116 ] [ 117 ] |
| Anne Zagré        | 100 m przez płotki | 12,85      | 2. Q       | DSQ      | DSQ      | NQ      | NQ      | [ 118 ] [ 119 ] [ 120 ] |
| Axelle Dauwens    | 400 m przez płotki | 57,68      | 7.         | NQ       | NQ       | NQ      | NQ      | [ 121 ] [ 122 ] [ 123 ] |

Siedmiobój
| Zawodniczka      | Konkurencja | 100H  | HJ   | SP    | 200 m | LJ   | JT    | 800 m  | Razem | Pozycja | Źródło            |
| ---------------- | ----------- | ----- | ---- | ----- | ----- | ---- | ----- | ------ | ----- | ------- | ----------------- |
| Nafissatou Thiam | Rezultat    | 13,56 | 1,98 | 14,91 | 25,10 | 6,58 | 53,13 | 2:16,5 | 6810  | 1.      | [ 5 ] [ 6 ] [ 7 ] |
| Nafissatou Thiam | Punkty      | 1041  | 1211 | 855   | 878   | 1033 | 921   | 871    | 6810  | 1.      | [ 5 ] [ 6 ] [ 7 ] |

### Łucznictwo
Mężczyźni
| Zawodnik        | Konkurencja   | Runda rankingowa | Runda rankingowa | 1/32             | 1/16             | 1/8              | Ćwierćfinał      | Półfinał         | Finał/BM         | Finał/BM | Źródło                  |
| Zawodnik        | Konkurencja   | Punkty           | Rozstawienie     | Przeciwnik Wynik | Przeciwnik Wynik | Przeciwnik Wynik | Przeciwnik Wynik | Przeciwnik Wynik | Przeciwnik Wynik | Pozycja  | Źródło                  |
| --------------- | ------------- | ---------------- | ---------------- | ---------------- | ---------------- | ---------------- | ---------------- | ---------------- | ---------------- | -------- | ----------------------- |
| Robin Ramaekers | indywidualnie | 654              | 42.              | Tyack W 6-2      | Liebana P 0-6    | NQ               | NQ               | NQ               | NQ               | 17.      | [ 124 ] [ 125 ] [ 126 ] |

### Pływanie
Mężczyźni
| Zawodnik                                                                            | Konkurencja                        | Eliminacje | Eliminacje | Półfinał | Półfinał | Finał   | Finał   | Źródło                  |
| Zawodnik                                                                            | Konkurencja                        | Czas       | Miejsce    | Czas     | Miejsce  | Czas    | Miejsce | Źródło                  |
| ----------------------------------------------------------------------------------- | ---------------------------------- | ---------- | ---------- | -------- | -------- | ------- | ------- | ----------------------- |
| Jasper Aerents                                                                      | 50 m stylem dowolnym               | 22,61      | 39.        | NQ       | NQ       | NQ      | NQ      | [ 127 ] [ 128 ] [ 129 ] |
| François Heersbrandt                                                                | 50 m stylem dowolnym               | 22,58      | 38.        | NQ       | NQ       | NQ      | NQ      | [ 127 ] [ 128 ] [ 129 ] |
| Pieter Timmers                                                                      | 100 m stylem dowolnym              | 48,46      | 9. Q       | 48,14    | 6. Q     | 47,80   | 2.      | [ 8 ] [ 9 ]             |
| Glenn Surgeloose                                                                    | 100 m stylem dowolnym              | 48,65      | 19.        | NQ       | NQ       | NQ      | NQ      | [ 8 ] [ 9 ]             |
| Glenn Surgeloose                                                                    | 200 m stylem dowolnym              | 1:47,19    | 17. Q      | 1:47,36  | 14.      | NQ      | NQ      | [ 130 ] [ 131 ]         |
| Basten Caerts                                                                       | 200 m stylem klasycznym            | 2:13,34    | 32.        | NQ       | NQ       | NQ      | NQ      | [ 132 ] [ 133 ]         |
| Louis Croenen                                                                       | 200 m stylem motylkowym            | 1:56,48    | 14. Q      | 1:56,03  | 8. Q     | 1:57,04 | 8.      | [ 134 ] [ 135 ]         |
| Emmanuel Vanluchene                                                                 | 200 m stylem zmiennym              | 2:01,36    | 23.        | NQ       | NQ       | NQ      | NQ      | [ 136 ] [ 137 ]         |
| Jasper Aerents Dieter Dekoninck Glenn Surgeloose Pieter Timmers Emmanuel Vanluchene | sztafeta 4 × 100 m stylem dowolnym | 3:14,16    | 7. Q       | —        | —        | 3:13,57 | 6.      | [ 138 ] [ 139 ] [ 140 ] |
| Louis Croenen Dieter Dekoninck Glenn Surgeloose Pieter Timmers Emmanuel Vanluchene  | sztafeta 4 × 200 m stylem dowolnym | 7:02,72    | 6. Q       | —        | —        | 7"11,64 | 8.      | [ 141 ] [ 142 ]         |

Kobiety
| Zawodniczka    | Konkurencja             | Eliminacje | Eliminacje | Półfinał | Półfinał | Finał | Finał   | Źródło                  |
| Zawodniczka    | Konkurencja             | Czas       | Miejsce    | Czas     | Miejsce  | Czas  | Miejsce | Źródło                  |
| -------------- | ----------------------- | ---------- | ---------- | -------- | -------- | ----- | ------- | ----------------------- |
| Kimberly Buys  | 100 m stylem motylkowym | 57,91      | 12. Q      | 58,63    | 14.      | NQ    | NQ      | [ 143 ] [ 144 ] [ 145 ] |
| Fanny Lecluyse | 100 m stylem klasycznym | 1:08,80    | 28.        | NQ       | NQ       | NQ    | NQ      | [ 146 ] [ 147 ] [ 148 ] |
| Fanny Lecluyse | 200 m stylem klasycznym | 2:27,16    | 17.        | NQ       | NQ       | NQ    | NQ      | [ 149 ] [ 150 ] [ 151 ] |

### Podnoszenie ciężarów
Mężczyźni
| Zawodnik      | Konkurencja | Rwanie | Rwanie  | Podrzut | Podrzut | Razem  | Pozycja | Źródło                  |
| Zawodnik      | Konkurencja | Wynik  | Pozycja | Wynik   | Pozycja | Razem  | Pozycja | Źródło                  |
| ------------- | ----------- | ------ | ------- | ------- | ------- | ------ | ------- | ----------------------- |
| Tom Goegebuer | 56 kg       | 111 kg | 12.     | 130 kg  | 14.     | 241 kg | 14.     | [ 152 ] [ 153 ] [ 154 ] |

### Strzelectwo
Mężczyźni
| Zawodnik      | Konkurencja | Kwalifikacje | Kwalifikacje | Półfinał | Półfinał | Finał  | Finał   | Źródło                  |
| Zawodnik      | Konkurencja | Punkty       | Miejsce      | Punkty   | Miejsce  | Punkty | Miejsce | Źródło                  |
| ------------- | ----------- | ------------ | ------------ | -------- | -------- | ------ | ------- | ----------------------- |
| Maxime Mottet | trap        | 116          | 10.          | NQ       | NQ       | NQ     | NQ      | [ 155 ] [ 156 ] [ 157 ] |

### Szermierka
Mężczyźni
| Zawodnik           | Konkurencja          | 1/16              | 1/8                | Ćwierćfinał      | Półfinał         | Finał/BM         | Finał/BM | Źródło                  |
| Zawodnik           | Konkurencja          | Przeciwnik Wynik  | Przeciwnik Wynik   | Przeciwnik Wynik | Przeciwnik Wynik | Przeciwnik Wynik | Pozycja  | Źródło                  |
| ------------------ | -------------------- | ----------------- | ------------------ | ---------------- | ---------------- | ---------------- | -------- | ----------------------- |
| Seppe Van Holsbeke | szabla indywidualnie | Dershwitz W 15-12 | Dolniceanu P 13-15 | NQ               | NQ               | NQ               | NQ       | [ 158 ] [ 159 ] [ 160 ] |

### Taekwondo
Mężczyźni
| Zawodnik         | Konkurencja | 1/8              | Ćwierćfinał      | Półfinał          | Repasaż          | Finał/BM         | Finał/BM | Źródło                  |
| Zawodnik         | Konkurencja | Przeciwnik Wynik | Przeciwnik Wynik | Przeciwnik Wynik  | Przeciwnik Wynik | Przeciwnik Wynik | Pozycja  | Źródło                  |
| ---------------- | ----------- | ---------------- | ---------------- | ----------------- | ---------------- | ---------------- | -------- | ----------------------- |
| Si Mohamed Ketbi | - 58 kg     | Khalil P 1-8     | NQ               | NQ                | NQ               | NQ               | 9.       | [ 161 ] [ 162 ] [ 163 ] |
| Jaouad Achab     | - 68 kg     | Kassman W 15-1   | Robak W 9-7      | Dienisienko P 1-6 | BYE              | Lee D-h P 7-11   | 5.       | [ 164 ] [ 165 ] [ 166 ] |

Kobiety
| Zawodniczka     | Konkurencja | 1/8                 | Ćwierćfinał         | Półfinał            | Repasaż             | Finał/BM            | Finał/BM | Źródło                  |
| Zawodniczka     | Konkurencja | Przeciwniczka Wynik | Przeciwniczka Wynik | Przeciwniczka Wynik | Przeciwniczka Wynik | Przeciwniczka Wynik | Pozycja  | Źródło                  |
| --------------- | ----------- | ------------------- | ------------------- | ------------------- | ------------------- | ------------------- | -------- | ----------------------- |
| Raheleh Asemani | - 57 kg     | Carstens W 2-16     | Jones P 2-7         | NQ                  | Bakkal W 12-0       | Wahba P 2-16        | 5.       | [ 167 ] [ 168 ] [ 169 ] |

### Tenis ziemny
Mężczyźni
| Zawodnik     | Konkurencja    | 1/32             | 1/16             | 1/8                     | Ćwierćfinał      | Półfinał         | Finał/BM         | Finał/BM | Źródło                  |
| Zawodnik     | Konkurencja    | Przeciwnik Wynik | Przeciwnik Wynik | Przeciwnik Wynik        | Przeciwnik Wynik | Przeciwnik Wynik | Przeciwnik Wynik | Pozycja  | Źródło                  |
| ------------ | -------------- | ---------------- | ---------------- | ----------------------- | ---------------- | ---------------- | ---------------- | -------- | ----------------------- |
| David Goffin | gra pojedyncza | Groth W 6:4, 6:2 | Sela W 6:3, 6:3  | Bellucci P 6:7(10), 4:6 | NQ               | NQ               | NQ               | NQ       | [ 170 ] [ 171 ] [ 172 ] |

Kobiety
| Zawodniczka                       | Konkurencja    | 1/32                           | 1/16                              | 1/8                                     | Ćwierćfinał         | Półfinał            | Finał/BM            | Finał/BM | Źródło                  |
| Zawodniczka                       | Konkurencja    | Przeciwniczka Wynik            | Przeciwniczka Wynik               | Przeciwniczka Wynik                     | Przeciwniczka Wynik | Przeciwniczka Wynik | Przeciwniczka Wynik | Pozycja  | Źródło                  |
| --------------------------------- | -------------- | ------------------------------ | --------------------------------- | --------------------------------------- | ------------------- | ------------------- | ------------------- | -------- | ----------------------- |
| Kirsten Flipkens                  | gra pojedyncza | V. Williams W 4:6, 6:3, 7:6(5) | Šafářová W 6:2, k                 | Siegemund P 4:6, 3:6                    | NQ                  | NQ                  | NQ                  | NQ       | [ 173 ] [ 174 ] [ 175 ] |
| Yanina Wickmayer                  | gra pojedyncza | Strýcová P 6:7(6), 1:6         | NQ                                | NQ                                      | NQ                  | NQ                  | NQ                  | NQ       | [ 173 ] [ 174 ] [ 175 ] |
| Kirsten Flipkens Yanina Wickmayer | gra podwójna   | n\a                            | Szwiedowa Woskobojewa W 6:1, 1:0k | Muguruza Suárez Navarro P 5:7, 6:2, 2:6 | NQ                  | NQ                  | NQ                  | NQ       | [ 176 ] [ 177 ] [ 178 ] |

### Triathlon
| Zawodnicy         | Konkurencja | Pływanie (1,5 km) | Zmiana 1 | Jazda na rowerze (40 km) | Zmiana 2   | Bieg (10 km) | Czas       | Pozycja    | Źródło          |
| ----------------- | ----------- | ----------------- | -------- | ------------------------ | ---------- | ------------ | ---------- | ---------- | --------------- |
| Jelle Geens       | mężczyźni   | 18:36             | 0:49     | 59:14                    | 0:37       | 32:49        | 1:52:05    | 38.        | [ 179 ] [ 180 ] |
| Marten van Riel   | mężczyźni   | 17:27             | 0:49     | 55:03                    | 0:34       | 32:10        | 1:46:03    | 6.         | [ 179 ] [ 180 ] |
| Claire Michel     | kobiety     | 21:11             | 0:56     | Zdublowana               | Zdublowana | Zdublowana   | Zdublowana | Zdublowana | [ 181 ] [ 182 ] |
| Katrien Verstuyft | kobiety     | 22:08             | 1:00     | Zdublowana               | Zdublowana | Zdublowana   | Zdublowana | Zdublowana | [ 181 ] [ 182 ] |

### Wioślarstwo
Mężczyźni
| Zawodnik      | Konkurencja | Eliminacje | Eliminacje | Ćwierćfinał | Ćwierćfinał | Repasaże | Repasaże | Półfinał | Półfinał | Finał   | Finał   | Pozycja | Źródło                  |
| Zawodnik      | Konkurencja | Czas       | Miejsce    | Czas        | Miejsce     | Czas     | Miejsce  | Czas     | Miejsce  | Czas    | Miejsce | Pozycja | Źródło                  |
| ------------- | ----------- | ---------- | ---------- | ----------- | ----------- | -------- | -------- | -------- | -------- | ------- | ------- | ------- | ----------------------- |
| Hannes Obreno | jedynka     | 7:09,06    | 1. QF      | BYE         | BYE         | 6:48,90  | 1. S A/B | 7:06,76  | 3. FA    | 6:47,42 | 4.      | 4.      | [ 183 ] [ 184 ] [ 185 ] |

### Żeglarstwo
Mężczyźni
| Zawodnik                         | Konkurencja | Wyścig | Wyścig | Wyścig | Wyścig | Wyścig | Wyścig | Wyścig | Wyścig | Wyścig | Wyścig | Wyścig | Wyścig | Wyścig | Punkty | Finałowa pozycja | Źródło                  |
| Zawodnik                         | Konkurencja | 1      | 2      | 3      | 4      | 5      | 6      | 7      | 8      | 9      | 10     | 11     | 12     | M      | Punkty | Finałowa pozycja | Źródło                  |
| -------------------------------- | ----------- | ------ | ------ | ------ | ------ | ------ | ------ | ------ | ------ | ------ | ------ | ------ | ------ | ------ | ------ | ---------------- | ----------------------- |
| Wannes van Laer                  | Laser       | 27     | 30     | 12     | 11     | 23     | 12     | 23     | 13     | 1      | 18     | —      | —      | NQ     | 140    | 17.              | [ 186 ] [ 187 ] [ 188 ] |
| Yannick Lefèbvre Tom Pelsmaekers | 49er        | 19     | 14     | 13     | 17     | 9      | 3      | 8      | 8      | 12     | 20     | 14     | 8      | NQ     | 125    | 17.              | [ 186 ] [ 189 ] [ 190 ] |

Kobiety
| Zawodniczka   | Konkurencja  | Wyścig | Wyścig | Wyścig | Wyścig | Wyścig | Wyścig | Wyścig | Wyścig | Wyścig | Wyścig | Wyścig | Punkty | Finałowa pozycja | Źródło                  |
| Zawodniczka   | Konkurencja  | 1      | 2      | 3      | 4      | 5      | 6      | 7      | 8      | 9      | 10     | M      | Punkty | Finałowa pozycja | Źródło                  |
| ------------- | ------------ | ------ | ------ | ------ | ------ | ------ | ------ | ------ | ------ | ------ | ------ | ------ | ------ | ---------------- | ----------------------- |
| Evi Van Acker | Laser Radial | 2      | 13     | 2      | 29     | 16     | 15     | 11     | 2      | 1      | 5      | 6      | 78     | 4.               | [ 186 ] [ 191 ] [ 192 ] |